# آلبا (تگزاس)
آلبا، تگزاس(به انگلیسی: Alba, Texas) شهری در محدوده شهرستان‌های رینس و وود ایالت تگزاس از ایالات جنوبی ایالات متحده آمریکا است. در سرشماری سال ۲۰۰۰، جمعیت این شهر ۴۳۰ نفر اعلام شد.